# АННА (гурт)
«АННА» — український рок-гурт. Виконує пісні у стилях пост-хардкор, сладж- та ню-метал. Назва гурту — абревіатура «Atomic Nuclear No-core-up-ted Attention», яку з часом вирішили не змінювати.

## Історія

### Заснування і початок діяльності (2002—2003)
Гурт було засновано 12 жовтня 2002 року у Львові зусиллями вокаліста Віктора Новосьолова та гітариста Юрія Підцерковного, які до цього грали у гурті «Misery», але вирішили творити іншу музику. Згодом до хлопців приєдналися басист Михайло Сало і барабанщик Вадим Баюк. Після чотирьох місяців репетицій гурт дав свій перший концерт у львівському рок-клубі «Фіра» (1 січня 2003 року), потім було декілька концертів у Західній Україні, на яких хлопці вирішили записати своє перше демо.

### «Проба» (2003—2006)
Влітку 2003 року учасники «АННИ» засіли у студії та записали демоальбом «Проба». Втім цей альбом так ніколи й не видали через незадовільну якість запису. Проте це демо можна знайти в просторах світової мережі. Взимку 2004 року до гурту приєднався гітарист Сергій Нестеренко, який доти грав у гурті «Bazooka Band». З приходом Сергія музика «АННИ» дуже змінилася.
Записавши пісні «Яма» та «Ніж» і зігравши вп'ятьох низку концертів, гурт знову став квартетом — його, з творчих міркувань, покинув Юрій Підцерковний. Проте «АННА» не припинила існування. Навпаки, гурт узяв участь у відомих фестивалях: «Перлини Сезону-2004», «Інший Вимір-2004», на якому дві пісні АННИ було взято на фестивальну збірку; «Нівроку-2004», «Рок-Вибух 2004» та декілька сольних концертів.
2005 року до «АННИ» повернувся Юрій Підцерковний і гурт зважився на запис міні-альбому.

### «Сприймай Мене» (2006—2008)
Міні-альбом «Сприймай Мене» містив у собі пісні різних періодів і концертні записи. «Сприймай Мене» розповсюджували самі ж музиканти.
Гурт продовжив активну концертну діяльність, але дійсно поворотним моментом його історії став фестиваль «Тарас Бульба-2006», на якому хлопці перемогли усіх «конкурентів» та отримали право на запис альбому.

### «Карматреш»(2008—2010)

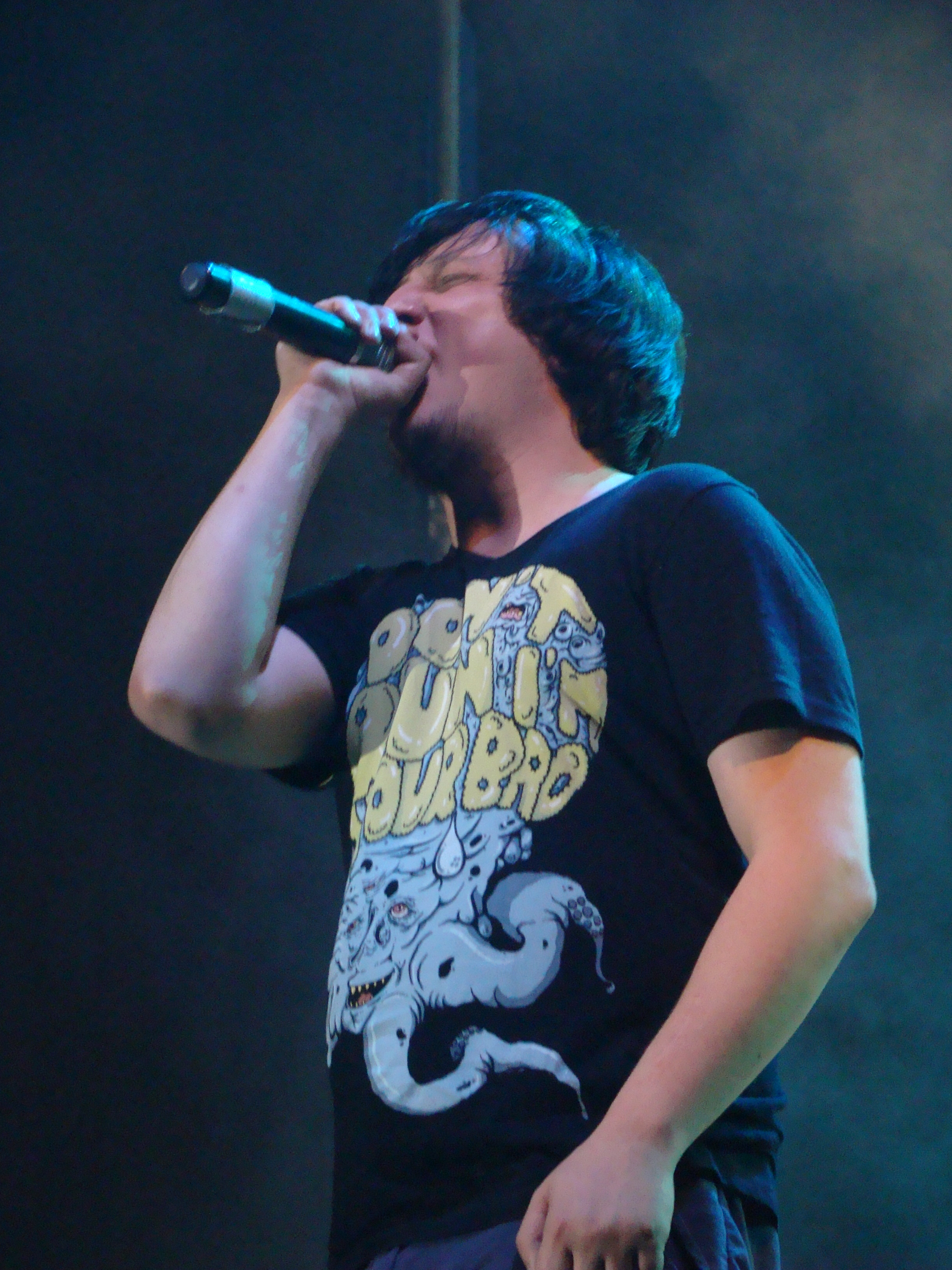
Вокаліст гурту Віктор Новосьолов під час фестивалю Fort.Missia 2011.

Запис почався навесні 2007 року на студії «Тарас Бульба Продакшн» у Києві. Звукорежисером став гітарист гурту ТОЛ Сергій «KNOB» Любінський, а барабанні партії записував вокаліст ТОЛу Василь «Prozorowww» Переверзєв, відомий своєю барабанною роботою з гуртами «Dollheads», «Аероплан», «Вхід у змінному взутті»'. Окрім виконання свого безпосереднього завдання він навіть поспівав у двох піснях. Штатний барабанщик Вадим Баюк не зміг узяти участь у запису з «технічних» причин. Того ж року продюсером гурту став Влад Ляшенко, один із засновників лейблу «ІншаМузика», який на той час також продюсував гурти ТОЛ, ПНД, Мегамасс, ТонкаяКраснаяНить.
Нарешті навесні 2008 року дебютник під яскравою назвою «Карматреш» було презентовано широкому загалу. Випуском та розповсюдженням альбому зайнявся альтернативний лейбл «ІншаМузика».
У підтримку альбому гурт вирушив у тур, з яким відвідав 20 міст України. Він отримав назву «Карматреш Тур». Дев'ять концертів було відіграно з музикантами ТОЛу.
Наприкінці туру гурт з особистих причин покинув барабанщик Вадим Баюк, і на його місце незабаром прийшов молодий ударник івано-франківського гурту «Underground Dimension» Віктор Галюк, з яким було зіграно перший концерт 18 травня 2009 року в Хмельницькому. З Віктором Галюком було записано окремок «Карматреш».
В турі було знято DVD «КАРМА.ТРЕШ.ТУР» разом з ТОЛом, який було презентовано 2009 року. Проте новий ударник не прижився в колективі, і на його місце повернувся Вадим Баюк; з ним на місці ударника у підтримку дебютного DVD «АННА» знову вирушила в тур, з яким відвідала 13 міст і який тривав з 27 березня до 25 квітня 2009 року.
27 липня 2009 року було завершено зйомки кліпу на окремок «Карматреш», і вже у вересні 2009 року його було представлено публіці в інтернеті.

### «Срібна змія»(2010)
30 січня 2010 «АННА» відіграла концерт у Києві, після якого засіла в студії записувати «Срібну Змію». Запис тривав до 5 липня 2010 року. 12 липня почалася презентація альбому: з того дня щопонеділка протягом восьми тижнів гурт викладав на своєму MySpace треки з майбутнього альбому. Стиль альбому кардинально змінився від дебютного. «Срібну Змію» можна охарактеризувати як металкор, сладж-метал та авантгардний метал.
11 серпня в інтернеті було представлено новий кліп на пісню «Гра з Богом», який зняв режисер Олександр Денисенко зі своєю командою. Незважаючи на високу якість кліпу, його не взяв у ротацію жоден з телеканалів (через неформатність відео).
24 вересня у Львові почався продаж дисків альбому. Восени та в грудні 2010 року відбувся «Срібний тур» на підтримку нового альбому.

### Розпад
24 лютого 2013 року в офіційній групі сайту ВКонтакті гурт заявив про припинення свого існування через конфлікт з вокалістом Віктором Новосьоловим.
|  | З причин особистого характеру, на основі конфлікту, ми не можемо продовжувати творчі стосунки з Віктором Новосьоловим, у зв'язку з цим ми заявляємо про припинення існування гурту «АННА». Віктор був невід'ємною частиною гурту і вносив значиму візитну складову в звучання «АНН'и» і ми не хочемо гратися з пошуком заміни, усвідомлюючи незамінність, і не бажаючи спекулювати на одній лише назві «АННА», але при цьому не відповідати звучанню і образу гурту. |

Трохи пізніше ситуацію дещо прояснив і сам Віктор Новосьолов: 
|  | «Так склалися обставини, що група АННА дійсно припиняє своє існування. І я не буду заперечувати, що в цьому моя провина. Я підставив і зрадив хлопців, яких з гордістю називав друзями. Я наробив багато поганого, брехав і приховував те, що потрібно було говорити відразу. Можливо, якби я говорив їм все як є, гурт не розвалився б… Я визнаю свою провину перед ними, визнаю, що втратив те, заради чого жив. Мені немає виправдання, я вчинив, як свиня. Совість не дозволяє мені щось доводити та виправдовуватися» |

Вадим Баюк, Сергій Нестеренко та Юрій Підцерковний разом із Іллею Орловим заснували новий гурт Latur.

Віктор Новосьолов та Олесь Целюх заснували новий гурт Kompas.

### Возз'єднання
25 квітня 2015 року на фестивалі Заватаження 4 відбувся другий виступ гурту після розпаду і 2 річної паузи, на якому було оголошено про возз'єднання гурту, наступні виступи в Києві та на фестивалі Файне Місто і про роботу над третім альбомом.
В жовтні 2018 вийшло EP «Перетинай За Гранню Грань». З музичної точки зору альбом тяжіє до металкору. Фани сприйняли альбом холодно, оскільки він не мав достатньо хітовості і конкретики . 

## Дискографія

### Студійні альбоми
- «Проба» (2003) (не видавався)
- «Сприймай Мене» (2006) (мініальбом)
- «Карматреш» (2008)
- «Срібна змія» (2010)
- «Перетинай За Гранню Грань» (EP, 2018)

### Сингли
- «Карматреш» (сингл) (2008)
- «Ствердження (сингл)» (2010)
- «Гімн замурованих» (2012)
- «Ненаситні»(15 листопада, 2015)
- «Виродок (single)» (15 грудня, 2015)
- «Не Згасай (single)» (21 червня, 2018)

### Відео
| Рік  | Назва               |
| ---- | ------------------- |
| 2008 | «Гламур» (2 версії) |
| 2009 | «Карматреш»         |
| 2010 | «Гра з Богом»       |
| 2010 | «Чорний знак»       |
| 2012 | «Картини»           |

## Фестивалі, в яких«АННА»брала участь
- «Курок»
- «Перлини Сезону»
- «Нівроку (фестиваль)»
- «Рок-Вибух»
- «Літо у Скольмо»
- «Рок-Шторм»
- «Руйнація»
- «Тарас Бульба»
- «Metal Heads Mission»
- «Big Alternative Gig»
- «Fort.Missia»
- «Захід»
- «Respublica»
- «Завантаження»
- «Бандерштат»
- «Файне місто»